# رئيس المحكمة الدستورية (تونس)
رئيس المحكمة الدستورية التونسية ، هو الذي يترأس الهيئة الدستورية العليا المستقلة في تونس ، وهو الذي يتولى منصب القائم بمهام رئيس الجمهورية التونسية في حالة الشغور الدائم وفقًا للفصل 109 من دستور تونس لسنة 2022 . 

## تاريخ
وكان آخر رئيس لهذا المجلس فتحي عبد الناظر قد أعلن في 15 يناير 2011 ، أن منصب رئيس الجمهورية بات شاغرا نهائيا وفقا للفصل 57 بعد رحيل بن علي . نصت الفقرة 7 من المادة 148 من هذا الدستور السابق على تشكيل الهيئة الوقتية لمراقبة دستورية مشاريع القوانين ، وذلك بتاريخ 18 أبريل 2014 تطبيقاً لقانون أساسي ، بينما تم تعيين أعضائها في 22 أبريل التالي من قبل الرئيس. محمد المنصف المرزوقي .في 14 مارس 2018 بدأ مجلس نواب الشعب في انتخاب الأعضاء الأربعة الذين كان من المفترض أن ينتخب لهم ، لكن روضة الورسني فقط تمكنت من الحصول على أغلبية الأصوات.
- ينص الدستور التونسي لعام 2022 (الدستور الحالي للجمهورية) في الفصل 125 على أن المحكمة الدستورية هيئة قضائية مستقلة تتألف من تسعة أعضاء يعينون بأمر ، ثلثهم الأول هم رؤساء الدوائر بمحكمة التعقيب. ثالث اقدم رؤساء محكمة التعقيب. أو الدوائر الاستشارية للمحكمة الإدارية ، والثلث الثالث والأخير هما أقدم أعضاء محكمة المحاسبات .

## انتخابه
ينتخب أعضاء المحكمة الدّستوريّة من بينهم رئيسا لها ونائبا له طبقا لما يضبطه القانون.
إذا بلغ أحد الأعضاء سنّ الإحالة على التّقاعد، يتمّ تعويضه آليّا بمن يليه في الأقدميّة، على ألاّ تقلّ مدّة العضويّة في كلّ الحالات عن سنة واحدة

## تولي رئاسة الجمهورية مؤقتاً
وفقًا للفصل 109 من دستور الجمهورية التونسية ، عند خلو منصب رئيس الجمهورية بسبب الوفاة أو الاستقالة أو العجز التام أو لأي سبب آخر ، يتولى رئيس المحكمة الدستورية على الفور مهام الرئاسة المؤقتة للدولة . لمدة ادناها خمسة وأربعين يوما . وأقصاها تسعين يومًا .
- يؤدي الشخص القائم بمهام رئيس الجمهورية اليمين الدستورية أمام مجلس نواب الشعب و المجلس الوطني للجهات و الأقاليم معًا ، وإذا تعذر ذلك فأمام المحكمة الدستورية .

لا يجوز لمن يتولى مهمة القائم بمهام رئيس الجمهورية أن يرشح نفسه لرئاسة الجمهورية في الانتخابات التي سوف تجرى بعد رئاسته الموقتة ، حتى لو قدم استقالته .يمارس الشخص الذي يمارس مهام رئيس الجمهورية بشكل مؤقت الوظائف الرئاسية ولا يجوز له اللجوء إلى الاستفتاء أو إنهاء مهام الحكومة أو حل مجلس نواب الشعب أو المجلس الوطني للجهات و الأقاليم ، كما لا يحق له اتخاذ قرارات استثنائية كالتي نص عليها الفصل 96 من دستور الجمهورية التونسية .
خلال الفترة الرئاسية المؤقتة ، يتم انتخاب رئيس جديد للجمهورية لمدة خمس سنوات كاملة .